# ヒョースン
ヒョースン (曉星) とは、韓国の財閥である。代表者は趙顕俊（チョ・ヒョンジュン）。

## 概要
繊維、産業資材、化学品、重工業、建設、貿易、情報通信事業などを行うコングロマリットである。タイヤコード、スパンデックス（ポリウレタン繊維）の世界シェア一位、重工業領域の変圧器や遮断機でも高いシェアを持つ。
1960年代に父親の要請を受けて暁星グループに入社した趙錫来が、1970年代以降に会社を拡大させた。趙錫来には、3人の息子がおりグループ企業に入社したが、2013年に次男が長男と対立して退社。次男と長男が訴訟合戦を繰り広げることで耳目を集めた。趙錫来は、名誉会長としてグループを見守ったが2024年に死去した。

## 歴史
- 1966年11月 - 創立。
- 1978年8月 - 日本部門設立。

## 関連企業
- ヒョースン化学
- ヒョースン重工業
- ヒョースンモータース（現S&Tモータース）